# Instytut Ochrony Przyrody Polskiej Akademii Nauk
Instytut Ochrony Przyrody Polskiej Akademii Nauk – instytut naukowy Polskiej Akademii Nauk z siedzibą w Krakowie.

## Historia
W 1953 roku został powołany Zakład Ochrony Przyrody PAN – wyspecjalizowana, samodzielna placówka naukowa działająca na rzecz ochrony przyrody. Organizatorem i pierwszym kierownikiem Zakładu był prof. Władysław Szafer. W 1978 roku placówkę przemianowano na Zakład Ochrony Przyrody i Zasobów Naturalnych PAN, a w 1993 roku Zakład został przekształcony, decyzją Prezydium PAN, a potem Prezesa Rady Ministrów, w Instytut Ochrony Przyrody PAN.

## Struktura
Instytut dzieli się na sześć zakładów. Są to:
- Zakład Ochrony Fauny
- Zakład Ochrony Szaty Roślinnej
- Zakład Ochrony Ekosystemów
- Zakład Bioróżnorodności
- Zakład Biologii Wód im. Karola Starmacha
- Zakład Geoochrony

## Wydawnictwa
Instytut wydaje kilka czasopism, m.in. Chrońmy Przyrodę Ojczystą, Nature Conservation i Studia Naturae.